# Bittacus alluaudi
Bittacus alluaudi är en näbbsländeart som beskrevs av Longinos Navás 1914. 
Bittacus alluaudi ingår i släktet Bittacus och familjen styltsländor. Inga underarter finns listade i Catalogue of Life.